# Prémios do Cinema Europeu de 2016
A 29.ª Edição dos Prémios do Cinema Europeu foi apresentada no dia 10 de dezembro de 2016 no Fórum Nacional de Música, em Breslávia, Polónia. Os vencedores foram selecionados pelos mais de 3 000 membros da Academia de Cinema Europeu.

## Nomeados
Nota 1: A cor de fundo       indica os vencedores.
Nota 2: Passando o cursor sobre a bandeira aparecerá o nome do país ou nacionalidade correspondente.

### Melhor filme
| Filme           | Título no Brasil | Título em Portugal | Realização/Direção | País(es) de produção |
| --------------- | ---------------- | ------------------ | ------------------ | -------------------- |
| Toni Erdmann    |                  |                    | Maren Ade          | /                    |
| Elle            | Elle             | Ela                | Paul Verhoeven     | /                    |
| I, Daniel Blake | Eu, Daniel Blake | Eu, Daniel Blake   | Ken Loach          | /                    |
| Julieta         |                  | Julieta            | Pedro Almodóvar    | Espanha              |
| Room            | O Quarto de Jack | Quarto             | Lenny Abrahamson   | /                    |

### Melhor comédia
| Filme                | Título no Brasil                 | Título em Portugal         | Realização/Direção | País(es) de produção |
| -------------------- | -------------------------------- | -------------------------- | ------------------ | -------------------- |
| En man som heter Ove | Um Homem Chamado Ove             |                            | Hannes Holm        | /                    |
| Er ist wieder da     | Ele Está de Volta                |                            | David Wnendt       | Alemanha             |
| La vache             | A Incrível Jornada de Jacqueline | A Minha Vaca É Uma Estrela | Mohamed Hamidi     | França               |

### Filme revelação - Prémio FIPRESCI
Os nomeados para Melhor Filme de Estreia foram selecionados por uma comissão composta por representantes dos Prémios do Cinema Europeu e da Federação Internacional de Críticos de Cinema (FIPRESCI).
| Filme          | Título no Brasil    | Título em Portugal | Realização/Direção | País(es) de produção |
| -------------- | ------------------- | ------------------ | ------------------ | -------------------- |
| Hymyilevä mies |                     |                    | Juho Kuosmanen     | /                    |
| Câini          |                     |                    | Bogdan Mirica      | /                    |
| Liebmann       |                     |                    | Jules Herrmann     | Alemanha             |
| Sufat Chol     | Tempestade de Areia |                    | Elite Zexer        | Israel               |
| Jajda          |                     |                    | Svetla Tsotsorkova | Bulgária             |

### Melhor documentário
| Documentário                                                       | Título no Brasil | Título em Portugal | Realização/Direção | País(es) de produção |
| ------------------------------------------------------------------ | ---------------- | ------------------ | ------------------ | -------------------- |
| Fuocoammare                                                        | Fogo no Mar      | Fogo no Mar        | Gianfranco Rosi    | /                    |
| 21 x Nowy Jork                                                     |                  |                    | Piotr Stasik       | Polónia              |
| A Family Affair                                                    |                  |                    | Tom Fassaert       | /                    |
| Mr. Gaga                                                           |                  |                    | Tomer Heymann      | /                    |
| S Is for Stanley: Trent'anni dietro al volante per Stanley Kubrick |                  |                    | Alex Infascelli    | Itália               |
| The Land of the Enlightened                                        |                  |                    | Pieter-Jan De Pue  | /                    |

### Melhor filme de animação
Os nomeados para Melhor Filme de Animação foram selecionados por uma Comissão composta por membros do Conselho dos Prémios do Cinema Europeu e representantes da Associação Europeia de Cinema de Animação.
| Filme                            | Título no Brasil | Título em Portugal   | Realização/Direção           | País(es) de produção |
| -------------------------------- | ---------------- | -------------------- | ---------------------------- | -------------------- |
| Ma vie de Courgette              |                  |                      | Claude Barras                | /                    |
| Psiconautas, los niños olvidados |                  |                      | Alberto Vázquez Pedro Rivero | Espanha              |
| La tortue rouge                  |                  | A Tartaruga Vermelha | Michaël Dudok de Wit         | /                    |

### Melhor curta-metragem
Os nomeados para Melhor Curta-Metragem foram selecionados por um júri independente em vários festivais de cinema por toda a Europa.
| Curta-metragem                       | Realização/Direção                            | País(es) de produção | Festival                     |
| ------------------------------------ | --------------------------------------------- | -------------------- | ---------------------------- |
| 9 Days: From My Window in Aleppo     | Floor van der Meulen Issa Touma Thomas Vroege | Países Baixos        | Festival de Bristol          |
| 90 Grad Nord                         | Detsky Graffam                                | Alemanha             | Festival de Cork             |
| A Man Returned                       | Mahdi Fleifel                                 | /                    | Festival de Berlim           |
| Amalimbo                             | Juan Pablo Libossart                          | /                    | Festival de Veneza           |
| Edmond                               | Nina Gantz                                    | Reino Unido          | Festival de Uppsala          |
| Home                                 | Daniel Mulloy                                 | /                    | Festival de Vila do Conde    |
| Yo no soy de aquí                    | Maite Alberdi Giedrė Žickytė                  | /                    | Festival de Cracóvia         |
| In the Distance                      | Florian Grolig                                | Alemanha             | Festival de Clermont-Ferrand |
| Limbo                                | Konstantina Kotzamani                         | /                    | Festival de Saraievo         |
| Padashta Zvezda                      | Lyubo Yonchev                                 | /                    | Festival de Drama            |
| Small Talk                           | Even Hafnor Lisa Brooke Hansen                | Noruega              | Festival de Tampere          |
| L'immense retour                     | Manon Coubia                                  | /                    | Festival de Locarno          |
| El adiós                             | Clara Roquet                                  | Espanha              | Festival de Valladolid       |
| Le mur                               | Samuel Lampaert                               | Bélgica              | Festival de Gent             |
| Tout le monde aime le bord de la mer | Keina Espiñeira                               | Espanha              | Festival de Roterdão         |

### Melhor realizador/diretor
| Realizador/Diretor | Filme           | Título no Brasil | Título em Portugal |
| ------------------ | --------------- | ---------------- | ------------------ |
| Maren Ade          | Toni Erdmann    |                  |                    |
| Paul Verhoeven     | Elle            | Elle             | Ela                |
| Cristian Mungiu    | Bacalaureat     |                  | O Exame            |
| Ken Loach          | I, Daniel Blake | Eu, Daniel Blake | Eu, Daniel Blake   |
| Pedro Almodóvar    | Julieta         |                  | Julieta            |

### Melhor atriz
| Atriz                      | Filme          | Título no Brasil  | Título em Portugal |
| -------------------------- | -------------- | ----------------- | ------------------ |
| Sandra Hüller              | Toni Erdmann   |                   |                    |
| Isabelle Huppert           | Elle           | Elle              | Ela                |
| Emma Suárez Adriana Ugarte | Julieta        |                   | Julieta            |
| / Valeria Bruni Tedeschi   | La pazza gioia | Loucas de Alegria | Loucamente         |
| Trine Dyrholm              | Kollektivet    | A Comunidade      | A Comuna           |

### Melhor ator
| Ator              | Filme                       | Título no Brasil              | Título em Portugal             |
| ----------------- | --------------------------- | ----------------------------- | ------------------------------ |
| Peter Simonischek | Toni Erdmann                |                               |                                |
| Rolf Lassgård     | En man som heter Ove        | Um Homem Chamado Ove          |                                |
| Hugh Grant        | Florence Foster Jenkins     | Florence: Quem É Essa Mulher? | Florence: Uma Diva Fora de Tom |
| Dave Johns        | I, Daniel Blake             | Eu, Daniel Blake              | Eu, Daniel Blake               |
| Burghart Klaußner | Der Staat gegen Fritz Bauer |                               | Fritz Bauer: Agenda Secreta    |
| Javier Cámara     | Truman                      | Truman                        | Truman                         |

### Melhor argumentista/roteirista
| Argumentista/Roteirista | Filme                     | Título no Brasil | Título em Portugal |
| ----------------------- | ------------------------- | ---------------- | ------------------ |
| Maren Ade               | Toni Erdmann              |                  |                    |
| Cristian Mungiu         | Bacalaureat               |                  | O Exame            |
| Paul Laverty            | I, Daniel Blake           | Eu, Daniel Blake | Eu, Daniel Blake   |
| / Emma Donoghue         | Room                      | O Quarto de Jack | Quarto             |
| Tomasz Wasilewski       | Zjednoczone Stany Miłości |                  |                    |

### Melhor diretor de fotografia- Prémio Carlo Di Palma
| Diretor de fotografia | Filme        | Título no Brasil | Título em Portugal |
| --------------------- | ------------ | ---------------- | ------------------ |
| Camilla Hjelm Knudsen | Under sandet | Terra de Minas   |                    |

### Melhor editor
| Editor                              | Filme       | Título no Brasil | Título em Portugal |
| ----------------------------------- | ----------- | ---------------- | ------------------ |
| Anne Østerud Janus Billeskov Jansen | Kollektivet | A Comunidade     | A Comuna           |

### Melhor diretor de arte
| Diretora de arte | Filme       | Título no Brasil | Título em Portugal |
| ---------------- | ----------- | ---------------- | ------------------ |
| Alice Normington | Suffragette | As Sufragistas   | As Sufragistas     |

### Melhor figurinista
| Figurinista     | Filme        | Título no Brasil | Título em Portugal |
| --------------- | ------------ | ---------------- | ------------------ |
| Stefanie Bieker | Under sandet | Terra de Minas   |                    |

### Melhor caracterização
| Caracterizadora | Filme        | Título no Brasil | Título em Portugal |
| --------------- | ------------ | ---------------- | ------------------ |
| Barbara Kreuzer | Under sandet | Terra de Minas   |                    |

### Melhor compositor
| Compositores  | Filme      | Título no Brasil | Título em Portugal |
| ------------- | ---------- | ---------------- | ------------------ |
| Ilya Demutsky | (M)uchenik |                  |                    |

### Melhor sonoplasta
| Sonoplasta      | Filme    | Título no Brasil | Título em Portugal |
| --------------- | -------- | ---------------- | ------------------ |
| Radosław Ochnio | 11 minut | 11 Minutos       | 11 Minutos         |

### Prémio de carreira
| Premiado             | Ocupação                     |
| -------------------- | ---------------------------- |
| Jean-Claude Carrière | Argumentista, ator, cineasta |

### Contribuição europeia para o cinema mundial
| Premiado       | Ocupação       |
| -------------- | -------------- |
| Pierce Brosnan | Ator, produtor |

### Prémio honorário
| Premiado      | Ocupação                         |
| ------------- | -------------------------------- |
| Andrzej Wajda | Cineasta, argumentista, produtor |

### Melhor coprodução - Prémio Eurimages
| Premiada       | Ocupação  |
| -------------- | --------- |
| Leontine Petit | Produtora |

### Prémio do Público
O vencedor do Prémio Escolha do Público foi escolhido por votação on-line aberta ao público.
| Filme                     | Título no Brasil       | Título em Portugal             | Realização/Direção   | País(es) de produção |
| ------------------------- | ---------------------- | ------------------------------ | -------------------- | -------------------- |
| Ciało                     | Body                   |                                | Małgorzata Szumowska | Polónia              |
| En man som heter Ove      | Um Homem Chamado Ove   |                                | Hannes Holm          | /                    |
| Krigen                    | Guerra                 | Uma Guerra                     | Tobias Lindholm      | Dinamarca            |
| Aferim!                   |                        |                                | Radu Jude            | /                    |
| Fuocoammare               | Fogo no Mar            | Fogo no Mar                    | Gianfranco Rosi      | /                    |
| Julieta                   | Julieta                | Julieta                        | Pedro Almodóvar      | Espanha              |
| Mustang                   | Cinco Graças           | Mustang                        | Deniz Gamze Ergüven  | /                    |
| Spectre                   | 007 Contra Spectre     | 007: Spectre                   | Sam Mendes           | Reino Unido          |
| Le Tout Nouveau Testament | O Novíssimo Testamento | Deus Existe e Vive em Bruxelas | Jaco Van Dormael     | /                    |
| The Danish Girl           | A Garota Dinamarquesa  | A Rapariga Dinamarquesa        | Tom Hooper           | /                    |
| Zvizdan                   | Sol a Pino             |                                | Dalibor Matanić      | /                    |
| The Lobster               | O Lagosta              | A Lagosta                      | Yorgos Lanthimos     | /                    |